# Zapolce (Białoruś)
Zapolce (biał. Запольцы, Zapolcy; ros. Запольцы, Zapolcy) – wieś na Białorusi, w obwodzie mińskim, w rejonie stołpeckim, w sielsowiecie Litwa.

## Historia
W XIX i w początkach XX w. wieś i zaścianek położone w Rosji, w guberni mińskiej, w powiecie mińskim, w gminie Rubieżewicze.
W dwudziestoleciu międzywojennym leżały w Polsce, w województwie nowogródzkim, w powiecie stołpeckim, w gminie Rubieżewicze. W 1921 miejscowość liczyła 268 mieszkańców, zamieszkałych w 42 budynkach, wyłącznie Polaków. 259 mieszkańców było wyznania rzymskokatolickiego i 9 prawosławnego.
Po II wojnie światowej w granicach Związku Sowieckiego. Od 1991 w niepodległej Białorusi.